# NGC 1776
NGC 1776 (również ESO 85-SC28) – gromada otwarta, znajdująca się w gwiazdozbiorze Złotej Ryby. Należy do Wielkiego Obłoku Magellana. Odkrył ją John Herschel 3 stycznia 1837 roku.